# Lørenskog IK
Lørenskog Ishockeyklubb (grundlagt 1963) er en ishockeyklub fra Lørenskog, som spiller sine hjemmekampe i Lørenskog Ishall. De spillet i GET-Ligaen fra 2008 til 2018.

## Historie
Lørenskog Ishockeyklubb blev grundlagt den 21. december 1963 af en gruppe drenge og fik is udendørs på Rolvsrud Stadium.  Og Lørenskog har været med siden starten i 1963. De gik hurtigt op i systemet og i 2. division i begyndelsen af 70'erne. I 1974 blev de forfremmet til 1. division, men gik derefter to på hinanden følgende nedrykninger. De stabiliserede sig gradvist i 2. division og i 1988 fik de endelig deres egen hal Lørenskog Ishall som den 18. ishall i Norge med en tilskuerkapacitet på 1350 pladser og i alt 2450 pladser. Det betalte sig ikke straks, men med udvidelsen af Elite Series i 1996 kom de op igen. Det var et sidste spil live, hvor de ryger ud med rekordantal mod Storhamar Dragons, og i de følgende sæsoner forblev de en punchball og et lifthold, der kom og gik lidt. I 2002 sagde de tak, tilsyneladende for godt. Men så, med stærk økonomisk opbakning, vandt Lørenskog 1. division 2006/2007 og igen i 2007/2008 og vandt kvalifikationen og rykkede op i 2008 og tilmeldte sig for alvor som et tophold. Lørenskogs spillede deres første NM-finale i 2012, hvor de tabte til Stavanger Oilers, 2-4 i kampe, men også nogle sæsoner med stærk underpræstation i forhold til spillermaterialet. Lørenskog spillede sin sidste NM-finale i 2016 mod Stavanger Oilers. I 2018 mistede Lørenskog sin licens på grund af økonomisk rod. 

## Fortjeneste
Norsk mester (0 gange):  '
- ingen

 Mister finalist (2 gange):  '
- 2012 og 2016

## Eksterne links
- Lørenskog Ishokeyklubbs hjemmeside